# زاستافنا
زاستافنا (Заставна) هي مدينة في مقاطعة تشيرنيفيتسكا في أوكرانيا.
يبلغ عدد سكانها حوالي 8539 نسمة.